# Tujekta
Tujekta (ros. Туекта) – wieś w Rosji, w Republice Ałtaju, w rejonie ongudajskim. W 2010 liczyła 360 mieszkańców.